# Edgewood (Floryda)
Edgewood – miasto w Stanach Zjednoczonych, w stanie Floryda, w hrabstwie Orange.